# Avenue Isidore Gérard
 (août 2025).
Motif : Rue sans notoriété évidente. Sources secondaires semblent absentes.
- Archive Wikiwix
- Bing
- Cairn
- DuckDuckGo
- E. Universalis
- Gallica
- Google
- G. Books
- G. News
- G. Scholar
- Persée
- Qwant
- (zh) Baidu
- (ru) Yandex
- (wd) trouver des œuvres sur Wikidata

| 1. | Préciser le motif de la pose du bandeau. | Précisez le motif de la pose du bandeau en utilisant la syntaxe suivante : {{admissibilité à vérifier\|date=août 2025\|motif=remplacez ce texte par le motif}}                             |
| 2. | Informer les utilisateurs concernés.     | Pensez à avertir le créateur de l'article, par exemple, en insérant le code ci-dessous sur sa page de discussion : {{subst:avertissement admissibilité à vérifier\|Avenue Isidore Gérard}} |

 (août 2025).
Si vous disposez d'ouvrages ou d'articles de référence ou si vous connaissez des sites web de qualité traitant du thème abordé ici, merci de compléter l'article en donnant les références utiles à sa vérifiabilité et en les liant à la section « Notes et références ».
L'avenue Isidore Gérard est une rue bruxelloise de la commune d'Auderghem qui relie l'avenue de Tervueren et le Putdael sur une longueur de 400 mètres.

## Historique et description
Cette rue est située aux Trois Couleurs en bordure de la forêt de Soignes.
Il fallut beaucoup de temps pour trouver un nom à cette avenue, tant de la part de l'administration communale que de ses concepteurs.
Voici comment les choses se sont passées :
Le 3 janvier 1930, le collège échevinal décide de donner le nom de Charles Madoux au chemin tracé par les héritiers Gérard dans le quartier des Trois Couleurs.
Le 15 avril 1930, l'expert géomètre R. Thiry, mandaté par la famille Gérard et responsable des travaux, demande à la commune de baptiser la nouvelle avenue du nom d' Isidore Gérard parce qu'il a laissé beaucoup de terrains à bâtir à ses héritiers sur le territoire d'Auderghem.
On lui répond le 6 mai 1930 que l'avenue porte déjà un nom mais que le collège envisage de nommer une autre voie publique du nom souhaité.
Quatre jours après, l'administration communale de Woluwe-Saint-Pierre prévient qu'il existe déjà une avenue Charles Madoux sur son territoire, qui débouche elle aussi sur l'avenue de Tervueren, proche de l'avenue projetée par Auderghem.  Ainsi, le 5 décembre 1930, R. Thiry obtient gain de cause.
La ville de Bruxelles fait cependant opposition, arguant que, tant à Etterbeek qu'à Woluwe-Saint-Lambert, il existe déjà des rues portant le nom de Gérard. Thiry est avisé par écrit que le nom de son avenue va devoir changer. 
Dans sa réponse du 22 janvier 1931, le géomètre expert dit ne pas comprendre pourquoi la ville de Bruxelles se mêle de faire des remarques à ce propos, alors que de multiples exemples de rues portant le même nom existent dans l'agglomération bruxelloise. La rue gardera son nom.
- Premier permis de bâtir pour le no 25.

### Dénomination
La voie porte le nom d'Isidore Gérard, un industriel de Soignies et un grand propriétaire terrien dans la commune. 
Il mourut à Paris, le 10 juin 1929.